# Giam nhị thưa
Giam nhị thưa hay còn gọi giam thiểu hùng (danh pháp khoa học: Grewia oligandra) là một loài thực vật có hoa trong họ Cẩm quỳ. Loài này được Pierre mô tả khoa học đầu tiên năm 1888.